# Associação Artística de Avanca
A Associação Artística de Avanca é uma coletividade desportiva e cultural portuguesa localizada na Vila de Avanca, Município de Estarreja. Fundada a 23 de setembro de 1956, a Associação Artística de Avanca tem-se destacado sobretudo no andebol, a principal modalidade do clube. Atualmente, existem também as secções de ginástica e de BTT (não competitivo).

## História
Fundada com o nome de Associação Académica de Avanca, a coletividade teve de mudar de nome para a atual denominação, devido a problemas burocráticos e a leis vigentes na altura. Assim, e depois de feitas algumas alterações nos estatutos originais, a Associação Artística de Avanca foi legalizada e reconhecida oficialmente, através de um despacho do subsecretário de Estado da Educação Nacional, datado de 4 de junho de 1960, publicado no Diário do Governo nº139, III Série, de 15/06/1960.
No passado, a Artística teve também secções de basquetebol, voleibol, ténis de mesa, badminton e ciclismo, entre outras.
Durante cerca de trinta anos, a Artística teve como "casa", o seu Campo de Jogos, cedido em 1956 pela empresa Nestlé, aos jovens desta freguesia, localizado bem no centro da então freguesia de Avanca.
Com muito esforço, aquele espaço foi melhorado ao longo dos anos, contando com os donativos e empenho de vários sócios e amigos da coletividade. Um piso em cimento, uns pequenos balneários e iluminação artificial eram algumas das características daquele recinto, agora abandonado.

### Crescimento
Um dos momentos marcantes da história recente da Artística, foi a inauguração da actual "casa", o Pavilhão Gimnodesportivo Municipal Comendador Adelino Dias Costa, a 19 de janeiro de 1995. Com estas novas instalações, a Artística pôde, finalmente, ter melhores condições para desenvolver e divulgar a sua principal atividade, o andebol. Desde então, a equipa principal ascendeu desde os escalões regionais, até ao principal escalão do andebol nacional.

Em junho de 2005, a Artística conquistou, pela primeira vez no seu historial, um título nacional: o Campeonato Nacional da Segunda Divisão (equivalente, na época à Terceira Divisão Nacional). Também em 2005, foi melhorado o Pavilhão, com a aplicação de um novo piso em madeira, remodelação das bancadas e balneários. 

## Plantel 2016/2017

### Equipa Técnica 2016/2017
- Treinador:  Carlos Martingo
- Treinador Adjunto: Marco Sousa
- Diretor:  Carlos Amador
- Massagista:  António Carvalho

### Equipa Técnica 2017/2018
- Treinador:  Carlos Martingo
- Treinador Adjunto: Marco Sousa
- Diretor:  Carlos Amador
- Massagista:  António Carvalho

### Equipa Técnica 2018/2019
- Treinador:  Nuno Silva /Marco Sousa
- Treinador Adjunto:  Marco Sousa
- Diretor:  Carlos Amador
- Massagista:  António Carvalho

### Equipa Técnica 2019/2020
- Treinador:  Herlander Silva
- Treinador Adjunto:  João Pinho
- Diretor:  Carlos Amador
- Massagista:  António Carvalho

### Equipa Técnica 2020/2021
- Treinador:  Ricardo Costa
- Treinador Adjunto: Hugo Sousa
- Diretor:  Carlos Amador
- Massagista:  António Carvalho

### Equipa Técnica 2021/2022
- Treinador:  Ljubomir Obradovic
- Treinador Adjunto: Hugo Sousa
- Diretor:  Carlos Amador
- Massagista:  António Carvalho